# Васенёв, Иван Трофимович
Иван Трофимович Васенёв (1920—1962) — подполковник Советской Армии, участник Великой Отечественной войны, Герой Советского Союза (1945).

## Биография
Родился 12 февраля 1920 года в деревне Собино (ныне — Моршанский район Тамбовской области) в семье крестьянина. Окончил Моршанский библиотечный техникум. В сентябре 1939 года Васенев был призван на службу в Рабоче-крестьянскую Красную Армию. В 1941 году он окончил Московское артиллерийское училище. С июня того же года — на фронтах Великой Отечественной войны. Принимал участие в боях на Северо-Западном, Калининском, Сталинградском, Ленинградском и 1-м Украинском фронтах. Участвовал в битве за Москву, Сталинградской битве, прорыве блокады Ленинграда, боях на Карельском перешейке, освобождении Польши в ходе Сандомирско-Силезской, Нижне-Силезской и Верхне-Силезской операций, Чехословакии в ходе Пражской операции. За время боёв два раза был ранен. К январю 1945 года капитан Иван Васенев командовал батареей 116-го корпусного артиллерийского полка 43-го стрелкового корпуса 59-й армии 1-го Украинского фронта. Отличился во время Сандомирско-Силезской операции.
В ходе наступательных боёв за освобождение Кракова и Домбровского угольного бассейна, находясь в боевых порядках пехоты, несмотря на массированный вражеский артиллерийский и миномётный огонь, неоднократно отличался в боях. За период своего участие в боевых действиях с 12 по 30 января 1945 года батарея Васенёва подавила и уничтожило около 8 артиллерийских и 5 миномётных батарей противника. На рассвете 31 января 1945 года батарея Васенёва переправилась через Одер в районе города Оппельн (ныне — Ополе). В 7:30 позиции батареи были контратакованы немецкими войсками при поддержке 4 самоходных орудий, 5 танков, артиллерии и нескольких крупнокалиберных пулемётов. Передовые пехотные части отошли со своих рубежей, и батарея оказалась без прикрытия. Несмотря на опасность окружения и большие потери, батарея уничтожила 5 танков, 1 75-миллиметровое артиллерийское орудие, 2 самоходных орудий, 1 наблюдательный пункт врага, 3 крупнокалиберных пулемёта и около роты немецкой пехоты. В боях Васенёв был контужен, но поля боя не покинул, продолжая руководить действиями своей батареи. Действия Васенёва позволили удержать плацдарм.
Указом Президиума Верховного Совета СССР за «умелое командование батареей, отвагу и мужество, проявленное в боях у реки Одер» капитан Иван Васенёв был удостоен высокого звания Героя Советского Союза с вручением ордена Ленина и медали «Золотая Звезда» за номером 6532.
После окончания войны Васенёв продолжил службу в Советской Армии. Был уволен в запас в звании подполковника. Проживал в Курске, скончался 28 октября 1962 года, похоронен на курском Никитском кладбище.
Был также награждён орденами Отечественной войны 1-й и 2-й степеней, Красной Звезды, а также рядом медалей.